# Роздільний старт
Роздільний старт — спосіб старту в багатьох індивідуальних змаганнях на час, коли спортсмени стартують не одночасно, як при мас-старті, а окремо, через певні інтервали часу. 
Роздільний старт розповсюджений у тих видах спорту, де спортсмени, які розташовані в стартовому коридорі ближче до лінії старту, отримують суттєву перевагу в порівнянні зі спортсменами, розташованими позаду них. Як правило, це види спорту з використанням технічних засобів, таких як лижі, велосипед, мотоцикл, автомобіль. Оскільки, на відміну від людського тіла, маневрування на трасі має набагато більш вузький діапазон і боротьба між спортсменами за краще місце загрожує підвищеним травматизмом. Недоліком роздільного старту вважається зміна погодних умов під час нього (сніг, дощ, вітер, підвищення/зниження температури). І спортсмен, який стартує першим, може отримати перевагу за рахунок цього, оскільки перебував на трасі під час більш сприятливих погодних умовах, ніж ті, хто стартують пізніше, і навпаки.
У лижних перегонах і біатлоні спортсмени стартують з інтервалом від 30 до 60 секунд.
У веслувальному спорті спортсмени стартують з інтервалом від 10 до 20 секунд.
У спортивному орієнтуванні спортсмени стартують з інтервалом від 30 до 60 секунд.
Практично в усіх видах автоспорту й мотоспорту роздільний старт застосовується на стадії кваліфікації, щоб визначити позицію (місце) на старті.

## Зовнішні посилання
- Southern California Time Trial Racing [Архівовано 4 листопада 2020 у Wayback Machine.]
- Time Trial Racing Aerodynamics [Архівовано 5 березня 2016 у Wayback Machine.]
- Time Trial Turn Arounds [Архівовано 5 березня 2016 у Wayback Machine.]
- Calculate Time Trial Drag [Архівовано 30 березня 2016 у Wayback Machine.]
- Time Trial Helmet Aerodynamics [Архівовано 4 березня 2016 у Wayback Machine.]
- Time Trial Warm Up [Архівовано 5 березня 2016 у Wayback Machine.]
- Time Trial Training [Архівовано 6 березня 2016 у Wayback Machine.]
- List of cycling World Time Trial Champions
- The Ultimate Guide to Time Trialling [Архівовано 31 березня 2016 у Wayback Machine.]
- Club Time Trial Tracking [Архівовано 3 березня 2016 у Wayback Machine.]